# Радуев, Салман Бетырович
Салма́н Беты́рович Раду́ев (13 февраля 1967, Гудермес, ЧИАССР, РСФСР, СССР— 14 декабря 2002, Соликамск, Пермская область, Российская Федерация) — военачальник Ичкерии, террорист, один из наиболее известных чеченских военных командиров времён первой и начального этапа второй чеченской войны, бригадный генерал армии ЧРИ (до 1997), командующий Северо-восточным фронтом (ноябрь 1994 — июнь 1996) вооружённых сил самопровозглашённой Чеченской Республики Ичкерия, организатор ряда громких терактов на территории Российской Федерации. Был женат на дочери троюродного брата Джохара Дудаева. В России был объявлен террористом, арестован в 2000 году и осуждён за терроризм. Умер в колонии «Белый лебедь» (Соликамск).

Салман Радуев

## Ранние годы
Родился 13 февраля 1967 года в городе Гудермес Чечено-Ингушской АССР. Принадлежал к тейпу Гордалой. Учился в средней школе № 4, которую, по собственному утверждению, окончил с отличием. После окончания школы с марта 1985 года работал штукатуром в строительном отряде горторга в родном Гудермесе. Во время прохождения срочной службы в рядах Вооружённых Сил СССР вступил в КПСС (июль 1987 года). После увольнения в запас Радуев был принят в СПТУ № 24 мастером газосварочного дела; на предприятии он одновременно стал членом Чечено-Ингушского рескома ВЛКСМ. На комсомольской работе зарекомендовал себя положительно: начинал ещё в армии заместителем секретаря комсомольской организации части, прошёл путь от освобождённого (от производства) секретаря комитета комсомола в училище до инструктора одного из отделов в республиканском комитете ВЛКСМ (ноябрь 1988 года). В ранние годы регулярно участвовал в организации работы ударных стройотрядов, сопровождал комсомольцев на стройки в Комсомольск-на-Амуре, Волгодонск, иные важные строительные объекты в различных уголках СССР.
В начале 1990-х годов Радуев решил начать заниматься частным предпринимательством: он становится учредителем фирмы «Центр добровольных трудовых объединений», специализирующейся на торговле товарами лёгкой промышленности. 10 января 1996 года в интервью газете «Московский комсомолец» Радуев сообщил, что у него «за плечами высшее экономическое образование, аспирантура и почти готовая кандидатская». Позднее он заявлял, что учился на заочном отделении Института народного хозяйства в Ростове по специальности «планирование промышленности», но не окончил. По собственным словам также обучался в Высшей школе менеджмента при Болгарской Академии наук (Варна) и на экономическом факультете хасавюртского филиала Махачкалинского института управления, бизнеса и права.

## Участие в чеченских войнах

Фото от 11 декабря 1996 года

Во время событий так называемой «чеченской революции» поддержал действия оппозиционного республиканским властям Общенационального конгресса чеченского народа (ОКЧН); выступил сторонником лидера организации генерала Джохара Дудаева. В июне 1992 года указом Дудаева назначен префектом Гудермеса. Весной 1994 года смещён с должности префекта по инициативе местных жителей. Летом 1992 года создал и возглавил элитное вооружённое формирование «Президентские береты», составившее военную опору президента Чеченской Республики Ичкерии (ЧРИ). После начала вооружённого конфликта из «Беретов» были сформированы подразделения специального назначения 6-го батальона в составе Юго-Западного фронта Вооружённых сил ЧРИ, получивший название «Борз» («Волк»; спецподразделение было расформировано в июне 1997 года).
В ноябре 1994 года с началом первой чеченской кампании назначен командующим Северо-Восточным фронтом Вооружённых сил Ичкерии. В конце марта 1995 года, после занятия Гудермеса федеральными войсками, Радуев скрылся в высокогорной местности Веденского района и, по некоторым данным, какое-то время находился в отряде Шамиля Басаева, не ведя самостоятельных боевых действий. В декабре того же года во время выборов в местные органы власти, организованные официальными властями Ичкерии, Радуев баллотировался на пост главы администрации Гудермеса. 14 декабря 1995 года, объявив о своей «победе», его боевики вместе с отрядом т. н. руководителя Департамента госбезопасности Ичкерии Султана Гелисханова произвели успешную атаку на Гудермес. Выбить их федеральным силам не удалось, и после почти двухнедельных боёв им был предоставлен коридор для выхода из города.

### Атака на Кизляр

Салман Радуев во время событий в Первомайском. Январь 1996 г.

9 января 1996 года отряд из 350 боевиков под руководством Радуева, Хункар-Паши Исрапилова и Турпал-Али Атгериева совершил вылазку на территорию Дагестана, в ходе которой атаковал местный аэродром и военный городок батальона Внутренних войск МВД России. Основной удар был нанесён по вертолётной базе российских войск около города Кизляр (было уничтожено два вертолёта Ми-8 и один топливозаправщик). Под натиском подошедших сил федеральных войск боевики отступили в город, изначально захватив в городской больнице около трёх тысяч заложников и потребовав гарантии безопасности на их пути следования обратно в Чечню.
10 января отряды боевиков, продолжая удерживать в заложниках свыше ста человек, покинули город. У приграничной реки Аксай колонна была остановлена предупредительным огнём федеральных сил с воздуха. Расценив эти действия как попытку уничтожения, бойцы Радуева закрепились в селении Первомайское. В ночь на 19 января отрядам удалось с большими потерями вырваться из окружения и уйти в Чечню. Со слов Радуева, его отряд насчитывал 256 человек, а уничтожено и пленено — более двухсот. По некоторой информации, известность после этого теракта пришла к Радуеву случайно: на последнем этапе он заменил раненого Исрапилова, который изначально был руководителем операции.

### Серия покушений на Радуева
После рейда на Кизляр и Первомайское руководство Ичкерии присвоило Салману Радуеву звание бригадного генерала, а для России этот человек становится террористом номер два. В январе 1996 года его сначала объявляют в общефедеральный, а затем и в международный розыск по линии Интерпола. В это время сам он становится жертвой нескольких попыток покушения. В начале 1996 года была проведена первая неудачная операция по ликвидации Радуева: руководители отдельных бандформирований, недовольные произволом на его территории, взорвали его дом в Гудермесе. Лидера боевиков в здании, где погибли члены его семьи, не оказалось, но сам он связывал это покушение с работой спецслужб России.
3 марта 1996 года в российских СМИ появились сообщения о гибели Радуева на автодороге между селением Старые Атаги и Урус-Мартаном от попадания в голову снайперской разрывной пули, полученной якобы в перестрелке с кровниками из числа родственников чеченцев, погибших в Первомайском.
7 марта 1996 года 63 из 101 депутата парламента Эстонии подписали обращение к Джохару Дудаеву, в котором выражалось «глубокое сочувствие чеченскому народу» и Дудаеву «лично» в связи с «утратой командира Салмана Радуева». В этом обращении заявлялось: «чудовищное убийство выдающегося борца за свободу глубоко потрясло нас». 20 марта 1996 года Госдума России приняла постановление, в котором заявила, что это обращение депутатов эстонского парламента является грубым вмешательством Эстонии во внутренние дела России и проявлением агрессивной русофобии, «ставшей стержневой линией эстонской внутренней и внешней политики». В постановлении Госдумы отмечалось, что Радуев являлся инициатором и руководителем крупной террористической акции, жертвами которой стали десятки мирных жителей Дагестана.
В июне 1996 года, после трёхмесячного затишья Радуев выступил на пресс-конференции в Грозном, где заявил, что покушение на него организовали российские спецслужбы, в результате чего он получил тяжёлое ранение лица. После ранения его переправили через территорию Азербайджана в Турцию, а затем в Германию, где ему на место раздробленных костей черепа якобы была вставлена титановая пластина (при вскрытии выяснилось, что пластины на самом деле не было), а также сделаны две операции — по удалению глаза; ампутации и восстановлению части носа (в январе 1999 года ему была сделана повторная пластическая операция: практически полностью отсутствовавший нос был заменён пластмассовым). После первой операции Радуев получил неофициальное прозвище «Титаник». На той же пресс-конференции Радуев поклялся на Коране, что президент ЧРИ Джохар Дудаев остался в живых после покушения.

### В периодмежду двумя войнами
В период с апреля 1996 по июнь 1997 года являлся командующим вооружённым формированием «Армия генерала Дудаева» (боевое подразделение возглавляемого Радуевым движения «Путь Джохара»). 2 августа 1997 года на основе этого движения создал «военно-патриотическую организацию» «Солдаты свободы» (почётный председатель — Деги Дудаев). Осенью 1996 года Радуев изъявил желание принять участие в предстоящих в Чечне выборах в качестве кандидата в вице-президенты «при достойном кандидате на президентский пост», однако вскоре выступил против выборов на том основании, что законный президент Джохар Дудаев жив. Во время подготовки и проведения президентских выборов в России Радуев обращался к некоторым полевым командирам с призывом активизировать подрывную деятельность на территории страны; сам высказывал намерения в случае необходимости осуществлять диверсии в российских городах. После гибели Дудаева считался лидером национал-радикального крыла внутричеченской оппозиции. Заявлял, что готовит атаки, приуроченные к годовщине гибели первого президента ЧРИ.
После избрания президентом А. Масхадова не признал его легитимности и начал с ним открытую конфронтацию. Заявлял, что желание Масхадова распустить его гвардию якобы связано со слухами спецслужб о том, что он готовит переворот в Чечне. Тогда же Радуев игнорирует требования Зелимхана Яндарбиева прекратить несанкционированный террор и на протяжении 1996—1997 годов боевик неоднократно берёт на себя ответственность за все теракты, совершенные на территории России, угрожая при этом новыми нападениями и требуя вывода подразделений федеральных сил с территории Чечни. В своей диверсионной борьбе обещал использовать химическое оружие, «объявил войну» Воронежу, заявил о своей причастности к взрывам на военных складах в посёлке Бира Еврейской автономной области, взял на себя ответственность за проведение акций устрашения на вокзалах в Пятигорске и Армавире в апреле 1997 года (единственное его заявление, оказавшееся подтверждённым) и неудачное покушение на президента Грузии Эдуарда Шеварднадзе в феврале 1998 года.
В апреле, июле и октябре 1997 года Радуев пережил серию покушений, в результате которых получил серьёзные осколочные ранения правой руки и таза, ожоги головы. Мотивы и заказчики покушений на лидера боевиков неизвестны. По мнению ряда СМИ, в устранении неуправляемого полевого командира «чеченские спецслужбы могли быть заинтересованы не меньше российских», поскольку своими шумными заявлениями Радуев мог повлиять на расстановку сил внутри руководства сепаратистов. Прокуратура Чечни связывала покушения «с разборками среди главарей группировок боевиков, которые контролировали нелегальное производство бензина».
21 июня 1998 года группа бойцов «Армии Джохара Дудаева» во главе с полковником Вахой Джафаровым, начальником штаба «Армии Джохара Дудаева», предприняла попытку захватить здание телевидения в Грозном. Во время столкновения погибли сам Джафаров, начальник Службы национальной безопасности Ичкерии Лечи Хултыгов.
4 ноября 1998 года Шариатский суд Чечни заочно приговорил Радуева к четырем годам лишения свободы за якобы попытку свержения президента Масхадова, но не предпринял попыток его арестовать.
С 1998 по сентябрь 1999 года Радуев находился в Пакистане.
Во время вторжения боевиков в Дагестан в 1999 году никак себя не проявил, принял участие в боевых действиях только после того, как российские войска вновь пересекли границу Чечни.
После начала второй чеченской войны в ноябре 1999 года Радуев с остатками своих боевиков участвовал в боевых действиях против Объединённой группировки федеральных войск. Планировал серию диверсий в регионах России, в том числе в отношении ядерных объектов, для чего создал мобильные группы численностью до 15 человек. Однако, потерпев ряд чувствительных поражений, отряд Радуева фактически распался, а сам он некоторое время скрывался. Представители командования группировки федеральных сил в Чечне многократно на протяжении февраля 2000 года упорно объявляли о его гибели, но все подобные сообщения всякий раз отвергались сотрудниками военной разведки.

## Арест и судебный процесс

### Арест

Салман Радуев в колонии «Белый Лебедь»

12 марта 2000 года Радуев был арестован ночью в туалете в посёлке Ойсхара сотрудниками Центра специального назначения ФСБ в ходе проведения спецоперации (по некоторым сведениям, поимка оказалась возможной не без помощи местных жителей). Доставлен в Москву и помещён в СИЗО Лефортово. Арест Радуева был воспринят неоднозначно: многие, увидев на телеэкранах вместо грозного бородатого террориста щуплого запуганного человека, сомневались в подлинности операции. Но после того, как личность Радуева подтвердили адвокаты Руслан Дадаханов, Арби Баханаев и Павел Нечипуренко, которым родственники командира «Армии генерала Дудаева» предложили защищать его интересы, все сомнения отпали.
В книге «Россия — Чечня: цепь ошибок и преступлений» в качестве даты ареста указано 12 мая, однако впоследствии один из авторов заявил, что это опечатка.

### Передача дела в ГУ Генпрокуратуры
В августе 2000 года уголовное дело Радуева передано из ФСБ в Главное управление Генеральной прокуратуры России по Северному Кавказу, а сам он был этапирован в Махачкалинский СИЗО № 1. 2 октября 2000 года в ГНЦ социальной и судебной психиатрии им. В. П. Сербского была проведена судебно-психиатрическая экспертиза, согласно которой Радуев признан вменяемым.

### Обвинение
26 апреля 2001 года по окончании проведения предварительного следствия Генпрокуратура России привела полный перечень статей Уголовных кодексов РСФСР и России, по которым предъявлено обвинение Салману Радуеву: ст. 17 часть 4 и 102 пункты «г, д, н, з», 15 часть 2, 191-2, 126-1 часть 2, 218-1 часть 3 УК РСФСР, а также по статьям 209 часть 1, 208 часть 1, 222 часть 3, 205 часть 1 и 3, 33 часть 3 и 105 часть 2 пункты «а, е, ж, н» УК РФ (терроризм, похищение людей и захват заложников, убийство с особой жестокостью, организация незаконного вооруженного формирования или участие в нём, бандитизм). В числе инкриминируемых ему преступлений, в частности, организация вооружённого нападения на дагестанские населённые пункты Кизляр и Первомайское, умышленные убийства и причинение тяжких телесных повреждений мирным гражданам во время этой диверсии в январе 1996 года, похищение и организация посягательств на жизнь военнослужащих и сотрудников Пензенского ОМОНа в связи с исполнением ими служебных обязанностей в декабре 1996 года, организация взрыва на железнодорожном вокзале Пятигорска в апреле 1997 года.

### Судебный процесс
Судебный процесс над Салманом Радуевым начался в Махачкале 15 ноября 2001 года и запомнился своей уникальностью в истории права в России. Его организация изначально оказалась показательной — она проходила одновременно в двух залах местного СИЗО: в одном расположился суд, представители обвинения, защитники и сами обвиняемые, в другом находились потерпевшие, свидетели и пресса. Между двумя залами была установлена телевизионная связь, а прямая трансляция шла в большом зале заседаний Верховного суда Дагестана. Все передвижения участников процесса сопровождались беспрецедентными мерами безопасности. Уголовное дело заняло 129 томов (из которых три — это обвинительное заключение). В суде следствие представило список заявленных на процесс свидетелей, количество которых превысило три тысячи человек, однако согласие выступить с показаниями дали лишь около ста из них. Наконец, факт поддержания обвинения в суде самим Генеральным прокурором России Владимиром Устиновым воспринимался некоторыми СМИ как стремление официальных властей «подавить на корню все попытки подсудимых превратить уголовный процесс над ними в политический» и как первый шаг к тому, что «рано или поздно и остальные главари бандформирований обязательно предстанут перед судом». Примечательно что в последний раз до этого обвинителем генпрокурор выступал только в СССР, в 1960 году, на процессе по делу американского пилота Гэри Пауэрса.

### Признание виновным. Приговор
25 декабря 2001 года Верховный суд Дагестана признал Радуева виновным по всем пунктам обвинения, исключив из него лишь «организацию незаконных вооруженных формирований». Требования государственного обвинителя Владимира Устинова были удовлетворены, и Салман Радуев был приговорён к пожизненному заключению с отбыванием наказания в исправительной колонии особого режима № 14 (учреждение ВК-240/2) Главного управления исполнения наказаний по Пермской области, более известную как колония «Белый лебедь» (этапирован к месту отбытия наказания 10 августа 2002 года). В своём последнем слове приговорённый не сделал никаких заявлений — лишь в очередной раз он отказался признать себя виновным во всех инкриминируемых деяниях, а также заявил, что был приятно удивлён справедливостью прошедшего судебного процесса. Объявлены приговоры и другим подсудимым: Турпал-Али Атгериев и Асланбек Алхазуров за терроризм, организацию НВФ, похищение людей, захват заложников и разбой приговорены к пятнадцати и пяти годам лишения свободы соответственно; Хусейн Гайсумов за терроризм и бандитизм получил восемь лет тюрьмы. Суд позднее частично изменил приговор, изъяв статью 222 часть 1 Уголовного кодекса России («незаконное приобретение, хранение и перевозка огнестрельного оружия и боеприпасов») по причине истечения срока давности преступления.
Вскоре после вынесения приговора, чтение которого продолжалось 4 часа, адвокаты обвиняемых подали кассационную жалобу на решение Верховного суда Дагестана; с 3 апреля 2002 года все преступники ждали рассмотрения своих кассационных жалоб до своего перевода в Лефортово на время слушаний в Пресненской пересыльной тюрьме Москвы.

### Отказ кассации
11 апреля 2002 года Верховный суд Российской Федерации рассмотрел кассационную жалобу адвокатов Радуева и оставил в силе решение первой инстанции, отказавшись таким образом изменить сроки наказания, назначенные боевикам ранее. Единственными изменениями в приговоре стали уменьшение части суммы иска, заявленного государственным обвинением, более чем в 1000 раз (согласно определению Верховного суда, в интересах государства со всех четверых осуждённых будет взыскано 222 000 рублей вместо установленной прежде суммы в размере 268 000 000), а из обвинения по статье 209 УК РФ «Бандитизм» был изъят квалифицирующий признак, в соответствии с которым преступление было совершено Радуевым «в составе организованной группы». Защитник Радуева Салман Арсанукаев заявил журналистам, что намерен обжаловать определение Верховного суда в порядке надзора на пленуме Верховного суда, а также подать жалобу в Европейский суд по правам человека.

## Смерть
По сообщениям издания pravda.ru, в тюрьме Радуева каждый вечер били в прогулочном дворике. 13 декабря 2002 года он был переведён в областную больницу УТ 389/9 ГУИН по Пермской области с диагнозом геморрагический васкулит (воспаление стенок мелких кровеносных сосудов) неясного генеза, множественные кровоизлияния во внутренние органы.
Утром 14 декабря 2002 года Радуев умер в терапевтическом отделении городской больницы Соликамска в результате обширных внутренних кровотечений. После вскрытия у патологоанатомов возникло подозрение, что заключённый, вероятно, страдал каким-то видом несворачиваемости крови — лимфомой или лейкозом, сообщили в соликамском отделении Пермского бюро судебно-медицинских экспертиз. При вскрытии в его голове не было обнаружено знаменитых титановых пластин — только металлическая скобка. Правозащитная организация «Международная амнистия» призвала провести независимое расследование смерти Радуева.
Похоронен 16 декабря 2002 года на окраине Боровского кладбища Соликамска.

## Персональные данные

### Награды и звания
- Воинское звание (до весны 1997 года) — бригадный генерал Ичкерии.
- По данным агентства «Интерфакс», за успешное проведение операции в Кизляре Джохар Дудаев наградил Радуева высшими орденами республики — «Герой Нации» (чечен. «Къоман Турпал») и «Честь нации» (чечен. «Къоман Сий»)[1][8]; впоследствии лишён.
- В начале февраля 1997 года указом исполняющего обязанности президента Ичкерии Зелимхана Яндарбиева награждён именным оружием с правом его ношения — пистолетом Стечкина, «за заслуги в отражении агрессии российских оккупационных войск»[1][8].

### Семья
- Отец — Бетыр Абд Радуев (агентство ИТАР-ТАСС сообщило 1 марта 1996 года, что отец Радуева убит в результате «разборок» между боевиками)
- Жена — Елизавета aka Лидия (род. в 1966, поженились в 1993) — работала медсестрой, потом — личным секретарём Джохара Дудаева (председатель Конституционного суда Чечни при Доку Завгаеве Ихван Гериханов в своё время сказал, что жена Радуева является троюродной племянницей Дудаева[1], но азербайджанская журналистка Гюльнара Мехтиева, беря интервью у жены Радуева, написала, что та приходится родной племянницей Дудаеву[31]).
- Дети — сыновья Джохар (назван в честь Дудаева)[1] и Зелимхан (назван в честь Яндарбиева)[1].

По данным 2001 года жена и дети Радуева жили в Турции.

## В поп-культуре
- Салману Радуеву и его кизляро-первомайскому теракту посвящена песня чеченского барда Тимура Муцураева, в которой он героизируется и сравнивается с Байсангуром Беноевским.
- Персонаж Радуева присутствует в романе Виктора Пелевина Generation «П». Также он присутствует и в экранизации этого романа.
- Персонаж Радуева появляется в романе С. Витицкого Бессильные мира сего.
- Радуев, в числе других известных персонажей 90-х годов, представлен на картине Ильи Глазунова «Рынок нашей демократии».
- Радуев упоминается в книге Германа Садулаева «Шалинский рейд» как «любимец публики, звезда телевизионного терроризма» и как «Доктор Зло как персонаж комиксов».